# Bătălia de la Landshut (1809)
Bătălia de la Landshut a opus o armată franco-germană (Armata din Germania), sub comanda Împăratului Napoleon I unei armate austriece inferioare numeric, comandate de generalul Johann von Hiller. În urma înfrângerii de la Abensberg, armata austriacă se afla în retragere, astfel că Napoleon trimite la Landshut corpurile de armată ale lui Lannes, Vandamme și De Wrede, puternicul corp al lui Masséna urmând să ajungă la rândul său în timpul zilei. Austriecii reușiseră să ocupe Landshut și Trauswitz, cât și platoul Geisenhausen, dar în urma șarjei franceze, sunt nevoiți să se replieze, trecând podurile și opunând o puternică rezistență de infanterie și dând foc marelui pod de lemn peste Isar. Morand, cu regimentele 13 ușor și 17 de linie atacă infanteria austriacă dar doar în jurul orei 12:30 francezii reușesc să captureze podul, când generalul Mouton ia comanda companiilor de grenadieri ai regimentului 17 de linie și se lansează sub o ploaie de gloanțe, capturează podul și ajunge până la primele străzi ale orașului. În aceste momente sosește Masséna cu diviziile Molitor și Boudet ale corpului său, cu una din diviziile lui Oudinot și cu brigada de cavalerie ușoară a lui Marulaz. Austriecii observă imensa disproporție de forțe și se retrag rapid, evacuând orașul și abandonând un material imens, ultimele ostilități încheindu-se totuși deabia la lăsarea serii.. Pierderile totale ale armatei austriece au fost de aproximativ 10,000 de oameni.